# L'Éclipse

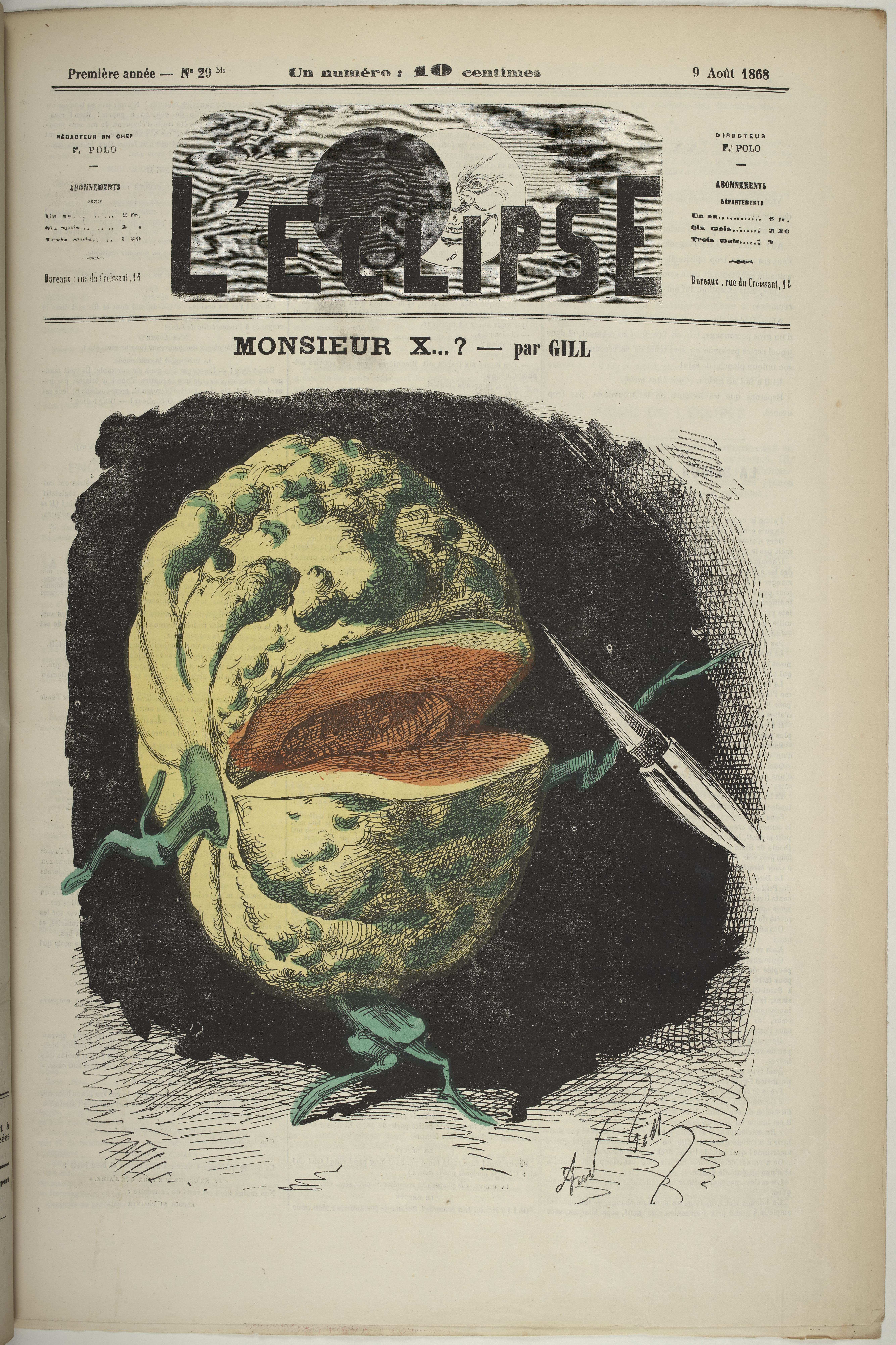
«Monsieur X...?», 9 de agosto de 1868, de Gill.

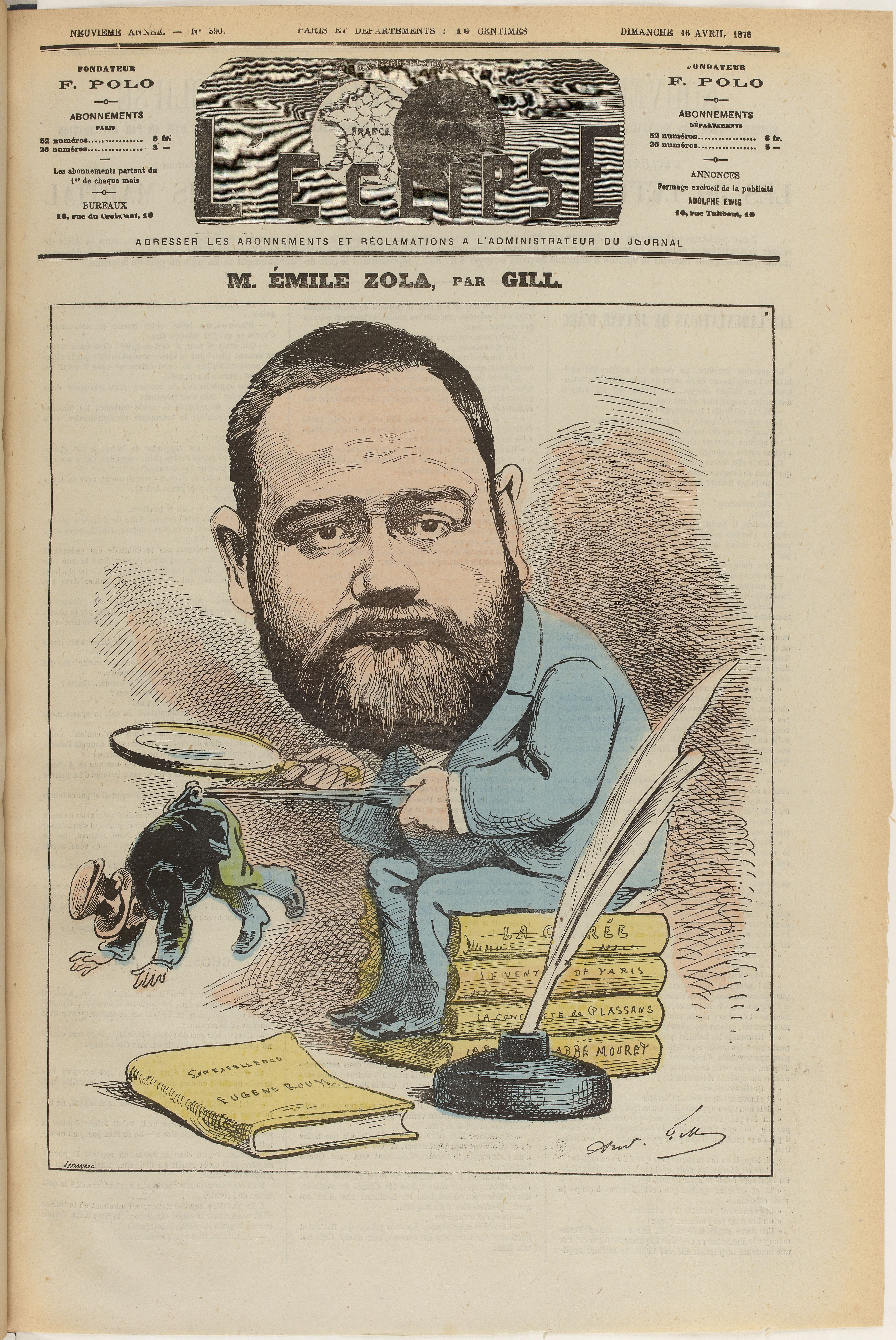
«M. Émile Zola», de Gill.

L'Éclipse fue una revista satírica francesa publicada entre 1868 y 1876.

## Historia
Fundada por François Polo, tuvo al dibujante André Gill como uno de sus principales contribuidores. Publicó su primer número el 26 de enero de 1868. Precedida por La Lune y sustituida por La Lune rousse, la revista sufrió constantemente la censura. En ella, en la que colaboraron entre otros el periodista y escritor Ernest d'Hervilly o el dibujante Paul Hadol, se publicó en agosto de 1868 una célebre caricatura de un melón, de Gill, por la cual se iniciaría un proceso contra el autor por obscenidad al creerse reconocer en el dibujo a un juez llamado Delesvaux, litigio que terminaría dejando en evidencia a las autoridades. Cesó su publicación en 1876.